# Parabrimus bimaculatus
Parabrimus bimaculatus är en skalbaggsart som beskrevs av Stefan von Breuning 1981. Parabrimus bimaculatus ingår i släktet Parabrimus och familjen långhorningar. Inga underarter finns listade i Catalogue of Life.